# Liste der Wappen im Kreis Steinburg
Diese Liste zeigt die Wappen des Kreises Steinburg (Schleswig-Holstein), seiner Städte, Gemeinden und Ämter.

## Kreiswappen

Karte Steinburg, Schleswig-Holstein
Kreiswappen Steinburg[1]

## Amtsfreie Städte und Gemeinden

Glückstadt[2], Stadt
Itzehoe[3], Stadt
Wilster[4], Stadt

## Ämter

### Amt Breitenburg

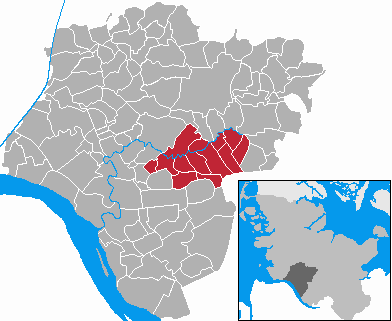
Lage des Amtes
Wappen Amt Breitenburg[5]

Auufer[6]
Breitenberg[7]
Breitenburg[8]
Kollmoor
Kronsmoor[9]
Lägerdorf[10]
Moordiek[11]
Münsterdorf[12]
Oelixdorf[13]
Westermoor[14]
Wittenbergen[15]

### Amt Horst-Herzhorn

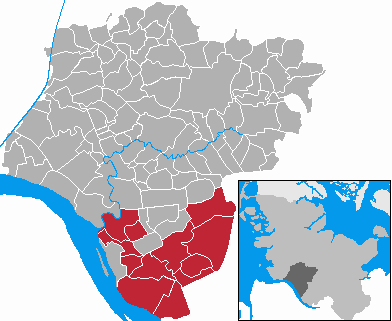
Lage des Amtes
Das Amt führt kein Wappen

Altenmoor[16]
Blomesche Wildnis
Borsfleth[17]
Engelbrechtsche Wildnis
Herzhorn
Hohenfelde[18]
Horst (Holstein)[19]
Kiebitzreihe[20]
Kollmar[21]
Krempdorf[22]
Neuendorf b. Elmshorn
Sommerland[23]

### Amt Itzehoe-Land

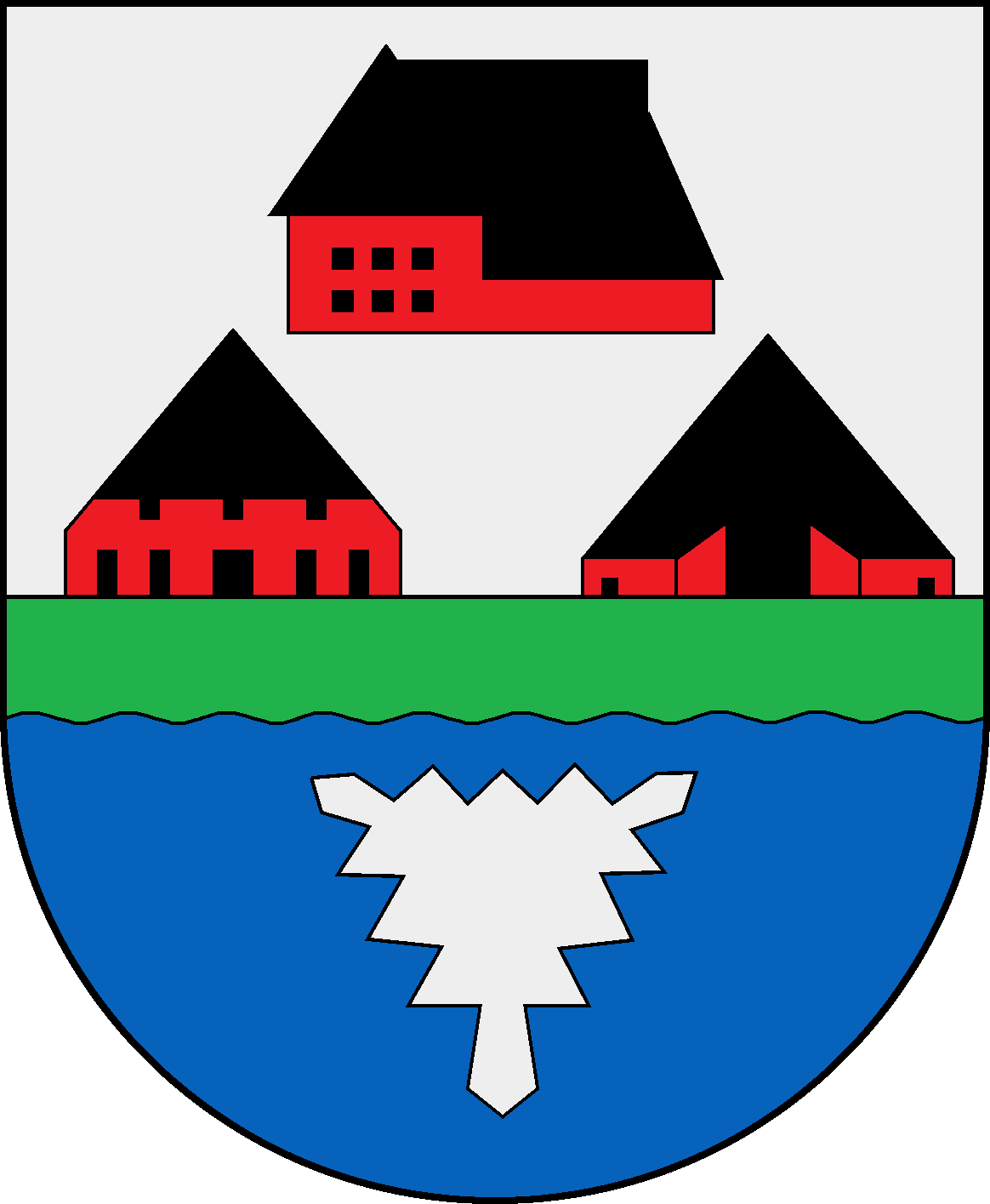
Bekdorf
Bekmünde
Drage
Heiligenstedten
Heiligenstedtenerkamp
Hodorf
Hohenaspe
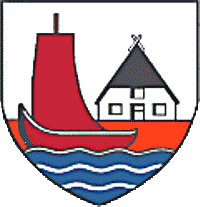
Huje
Kaaks
Kleve
Lohbarbek
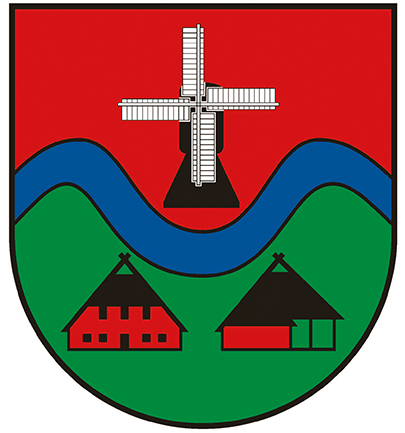
Krummendiek
Mehlbek
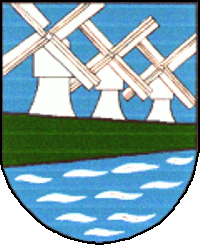
Moorhusen
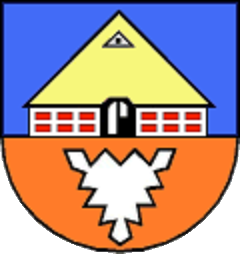
Oldendorf
Ottenbüttel
Peissen
Schlotfeld
Silzen
Winseldorf

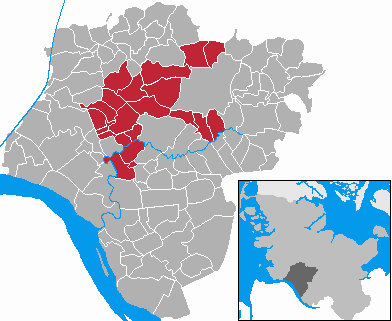
Lage des Amtes
Wappen Amt Itzehoe-Land[24]

- Bekdorf[25]
- Bekmünde[26]
- Drage[27]
- Heiligenstedten[28]
- Heiligenstedtenerkamp[29]
- Hodorf[30]
- Hohenaspe[31]
- Huje[32]
- Kaaks[33]
- Kleve[34]
- Lohbarbek[35]
- Krummendiek[36]
- Mehlbek[37]
- Moorhusen[38]
- Oldendorf[39]
- Ottenbüttel[40]
- Peissen[41]
- Schlotfeld[42]
- Silzen[43]
- Winseldorf[44]

### Amt Kellinghusen

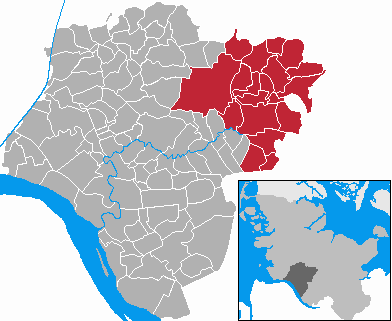
Lage des Amtes
Wappen Amt Kellinghusen[45]

Brokstedt[46]
Fitzbek[47]
Hennstedt[48]
Hingstheide
Hohenlockstedt[49]
Kellinghusen[50], Stadt
Lockstedt[51]
Mühlenbarbek[52]
Oeschebüttel[53]
Poyenberg
Quarnstedt[54]
Rade
Rosdorf[55]
Sarlhusen[56]
Störkathen[57]
Wiedenborstel
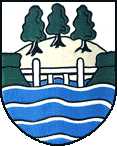
Willenscharen
Wrist[59]
Wulfsmoor[60]

### Amt Krempermarsch

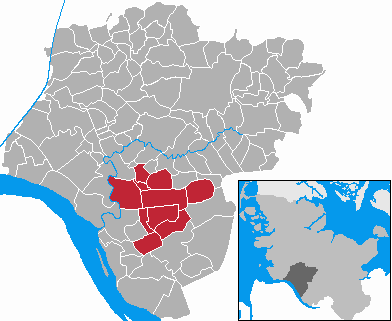
Lage des Amtes
Wappen Amt Krempermarsch[61]

Bahrenfleth[62]
Dägeling[63]
Elskop[64]
Grevenkop[65]
Krempe[66], Stadt
Kremperheide[67]
Krempermoor[68]
Neuenbrook[69]
Rethwisch[70]
Süderau[71]

### Amt Schenefeld

Aasbüttel
Agethorst
Besdorf
Bokelrehm
Bokhorst
Christinenthal
Gribbohm
Hadenfeld
Holstenniendorf
Kaisborstel
Looft
Nienbüttel
Nutteln
Oldenborstel
Pöschendorf
Puls
Reher
Schenefeld
Vaale
Vaalermoor
Wacken
Warringholz

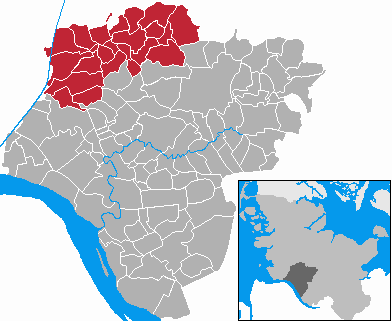
Lage des Amtes
Wappen Amt Schenefeld[72]

- Aasbüttel[73]
- Agethorst[74]
- Besdorf[75]
- Bokelrehm[76]
- Bokhorst[77]
- Christinenthal[78]
- Gribbohm[79]
- Hadenfeld[80]
- Holstenniendorf[81]
- Kaisborstel[82]
- Looft[83]
- Nienbüttel[84]
- Nutteln[85]
- Oldenborstel[86]
- Pöschendorf[87]
- Puls[88]
- Reher[89]
- Schenefeld[90]
- Vaale[91]
- Vaalermoor[92]
- Wacken[93]
- Warringholz[94]

### Amt Wilstermarsch

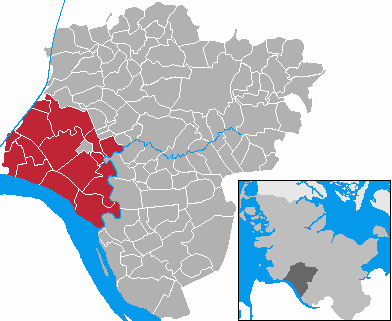
Lage des Amtes
Wappen Amt Wilstermarsch[95]

Aebtissinwisch[96]
Beidenfleth[97]
Brokdorf[98]
Büttel
Dammfleth[99]
Ecklak[100]
Kudensee[101]
Landrecht[102]
Landscheide[103]
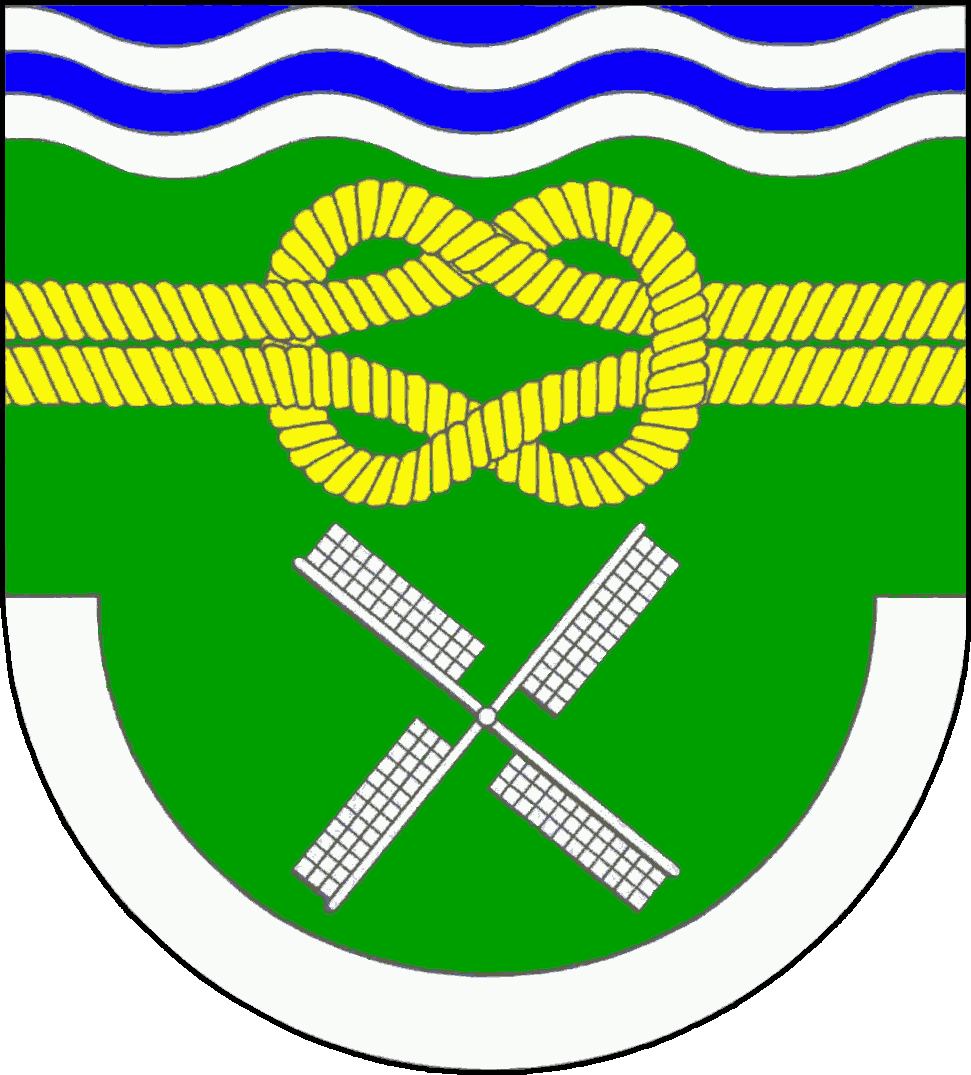
Neuendorf- Sachsenbande
Nortorf[105]
Sankt Margarethen[106]
Stördorf[107]
Wewelsfleth[108]

## Ehemalige Ämter

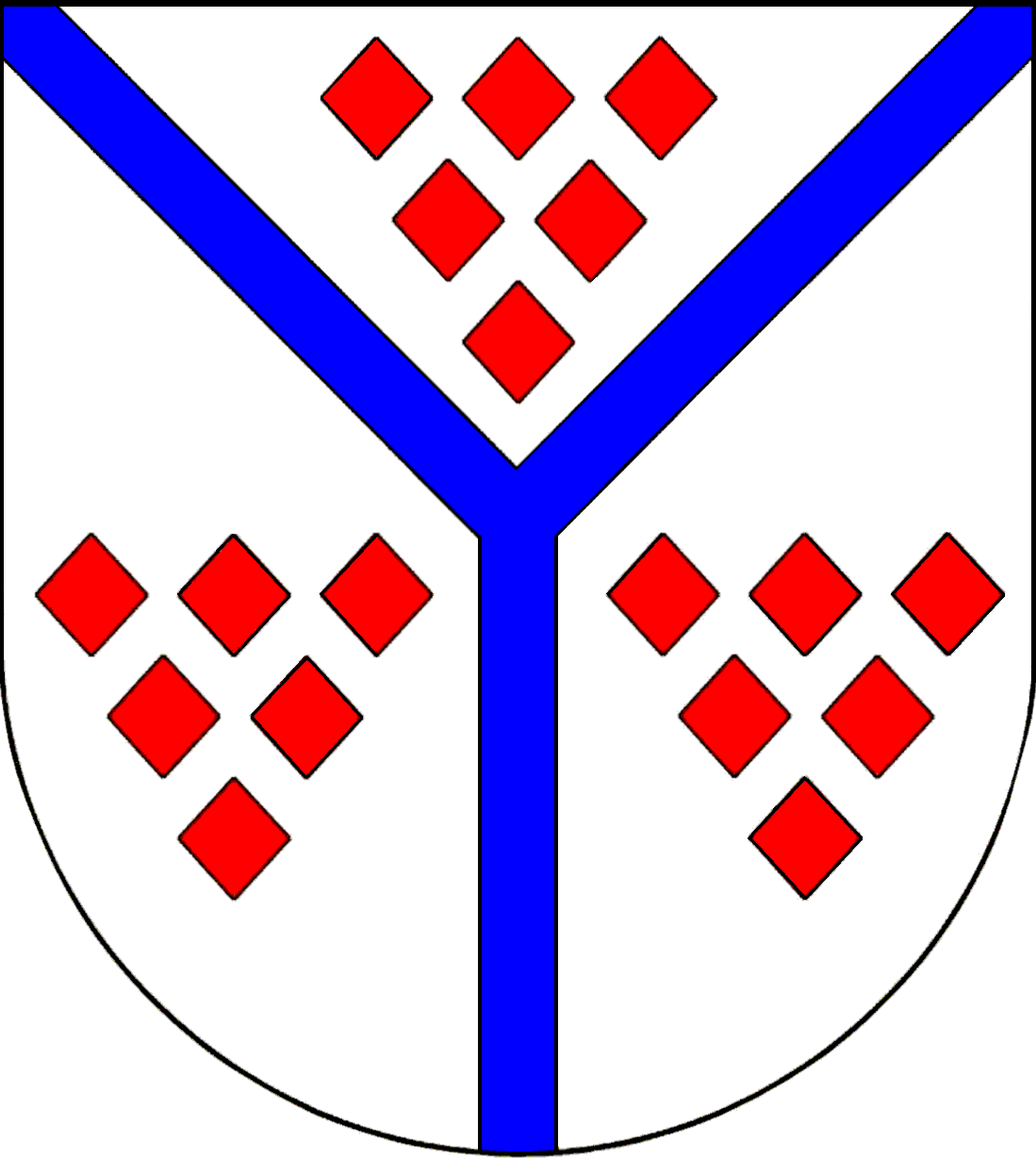
Wappen Amt Kellinghusen-Land

## Ehemalige Gemeinden

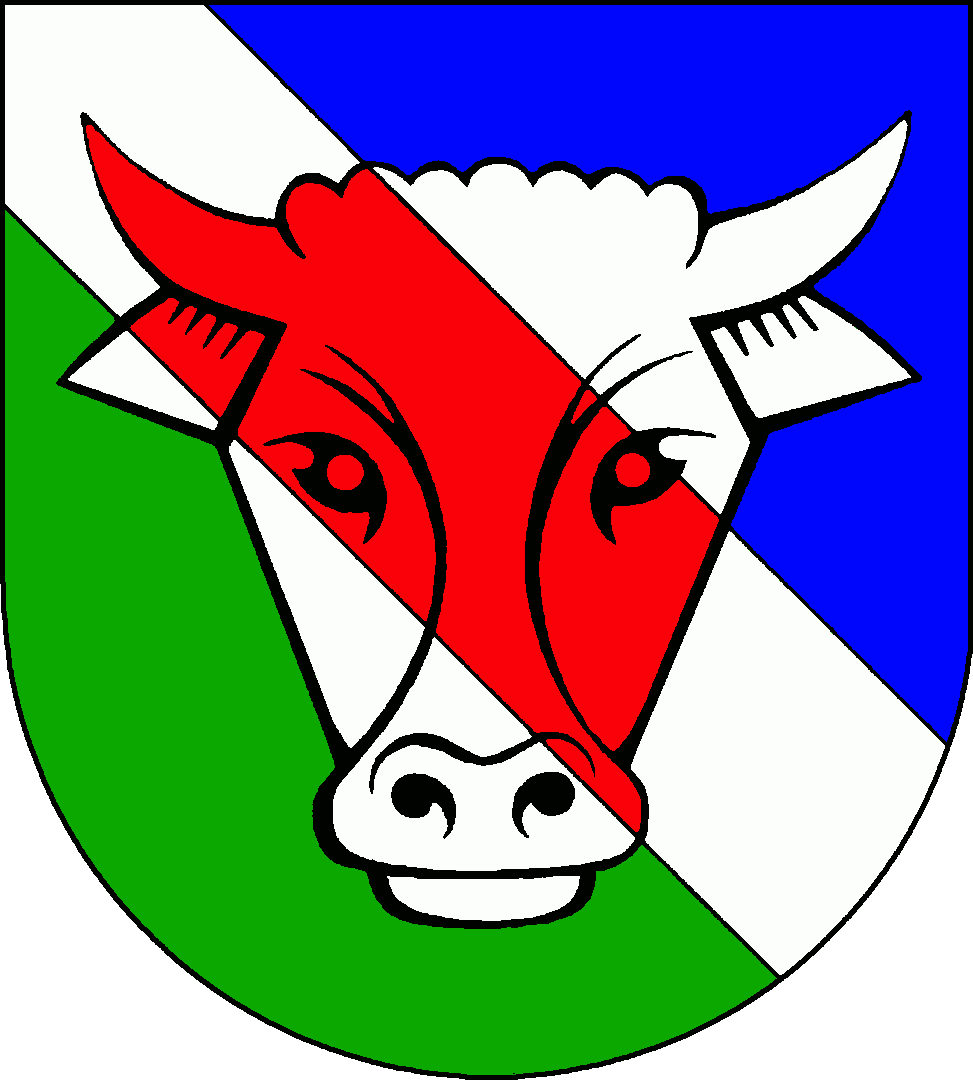
Siezbüttel

- Siezbüttel[110]

## Blasonierungen
1. ↑  Kreis Steinburg: „In Rot über blauen Wellen eine silberne Burg mit drei blau bedachten Zinnentürmen; unter dem Zinnenkranz aufgelegt drei Schilde: 1. in Blau der silbern und golden gekleidete Christus mit zum Segen erhobener Rechten, in der Linken die rote Weltkugel haltend; 2. in Rot ein silbernes Nesselblatt; 3. in Rot ein flugbereiter silberner Schwan mit einer goldenen Krone um den Hals.“ (Kommunale Wappenrolle Schleswig-Holstein)
2. ↑  Glückstadt: „In Blau die silberne unbekleidete Glücksgöttin Fortuna mit goldenen Haaren, die mit dem rechten Fuß auf einer goldenen Kugel steht und mit beiden Händen ein vom Wind geblähtes Segel hält.“ (Kommunale Wappenrolle Schleswig-Holstein)
3. ↑  Itzehoe: „In Rot über blauen Wellen auf einer durchgehenden silbernen Mauer zwei spitzbedachte silberne Zinnentürme mit geschlossenem Tor; zwischen den Turmdächern ein silbernes Nesselblatt.“ (Kommunale Wappenrolle Schleswig-Holstein)
4. ↑  Wilster: „Geteilt von Rot und Blau. Oben ein silbernes Nesselblatt, belegt mit einem von Silber und Rot geteilten Schildchen, unten schwimmend auf silbernen Wellen ein silberner Fisch.“ (Kommunale Wappenrolle Schleswig-Holstein)
5. ↑  Amt Breitenburg: „Gespalten von Silber und Rot. Vorn ein neunfach bewurzeltes grünes Eichbäumchen mit neun Blättern, hinten aus dem Schildrand hervorkommend eine halbe silberne Burg mit spitzbedachtem Zinnenturm und insgesamt neun Fenstern.“ (Kommunale Wappenrolle Schleswig-Holstein)
6. ↑  Auufer: „Von Blau und Silber durch eine stark abgeflachte Propfschildteilung leicht gesenkt geteilt. Unten über einem schmalen blauen Wellenschildfuß eine wachsende rote Brücke, oben auf dem Propf ein stehender linksgewendeter und ein sitzender Storch in natürlichen Farben.“ (Kommunale Wappenrolle Schleswig-Holstein)
7. ↑  Breitenberg: „Geviert mit gesenkter aufgebogener Teilungslinie. Oben rechts in Rot ein mit sechs Früchten besetzter silberner Eibenzweig, oben links in Silber eine rote Kirchturmspitze. Unten in Silber und Blau ein Wellenbalken in verwechselten Farben.“ (Kommunale Wappenrolle Schleswig-Holstein)
8. ↑  Breitenburg: „In Rot auf grünem Balken, der dem von zwei blauen Wellenfäden durchzogenen silbernen Schildfuß aufliegt, ein silbernes Renaissanceschloß, bestehend aus vier aneinander gebauten, mit zwei Reihen rundbogiger Fenster versehenen Giebelhäusern (die beiden äußeren mit Spitzgiebeln und je einem Firstschornstein, die beiden inneren mit Treppengiebeln) und aus einem auf trapezförmiger Rampe vorspringenden, runden Mittelturm mit offener, rundbogiger Tür und schwarzer Zwiebelhaube.“ (Kommunale Wappenrolle Schleswig-Holstein)
9. ↑  Kronsmoor: „Über mit einer gestürzten Spitze ohne Giebel versehenen silbernem Schildfuß in Grün ein natürlich tingierter schreitender schwarz-silberner Kranich zwischen je einem zum Schildrand weisenden goldenen belaubten Birkenzweig unter einem mit einem blauen Wellenfaden belegten silbernem Wellenhaupt.“ (Kommunale Wappenrolle Schleswig-Holstein)
10. ↑  Lägerdorf: „Schräglinks geteilt. Rechts in Silber vier blaue Wellenbalken, links in Grün am Spalt ein halbes silbernes Zahnrad.“ (Kommunale Wappenrolle Schleswig-Holstein)
11. ↑  Moordiek: „Über silbernem, mit einem blauen Wellenfaden belegten Wellenschildfuß in Blau ein erhöhter silberner Hügel, darin über mit einer Spitze ohne Giebel versehenen grünem Streifen ein roter Brachvogel, rechts und links je ein grüner Rohrkolben mit schwarzem Samenstand.“ (Kommunale Wappenrolle Schleswig-Holstein)
12. ↑  Münsterdorf: „Über silbernen und blauen Wellen in Blau ein silberner Krummstab zwischen zwei begrannten goldenen Ähren.“ (Kommunale Wappenrolle Schleswig-Holstein)
13. ↑  Oelixdorf: „In Grün auf silbernem, mit einem blauen Wellenbalken belegtem Hügel eine bewurzelte, fünfblättrige silberne Buche, beiderseits begleitet von einer goldenen Ähre.“ (Kommunale Wappenrolle Schleswig-Holstein)
14. ↑  Westermoor: „Unter blau-silbernem Wellenhaupt und über goldenem Bogenschildfuß in Grün zwei gekreuzte silberne Spaten, rechts und links begleitet von je einem auswärts gewendeten goldenen Birkenzweig mit drei Blättern.“ (Kommunale Wappenrolle Schleswig-Holstein)
15. ↑  Wittenbergen: „Schräglinks geteilt. Rechts von Gold, darin eine schwarze Stahlbrücke aus der schräglinken Teilung wachsend, und Blau geteilt. Links von Grün und Silber, darin ein grünes Eichenblatt, halbrechts geteilt.“ (Kommunale Wappenrolle Schleswig-Holstein)
16. ↑  Altenmoor: „In Silber ein sitzender grüner Frosch über drei schwebenden, nach unten schräg verstutzten schwarzen Balken. Im rechten Obereck eine fünfzackige Krone, der mittlere Zacken mit einer Kugel besteckt.“ (Kommunale Wappenrolle Schleswig-Holstein)
17. ↑  Borsfleth: „In Rot ein schreitender goldener Schwan mit erhobenen Flügeln und silberner Bewehrung.“ (Kommunale Wappenrolle Schleswig-Holstein)
18. ↑  Hohenfelde: „In Blau eine silberne Spitze, belegt mit dem Bild einer stilisierten roten Kirche. In den Oberecken jeweils zwei unten verstutzte silberne Rohrkolben.“ (Kommunale Wappenrolle Schleswig-Holstein)
19. ↑  Horst (Holstein): „In Grün auf silbernem Dreiberg, belegt mit einem roten Schild, darin ein silbernes Nesselblatt, drei silberne Laubbäume.“ (Kommunale Wappenrolle Schleswig-Holstein)
20. ↑  Kiebitzreihe: „In Blau ein schreitender goldener Schwan mit erhobenen Flügeln und roter Bewehrung.“ (Kommunale Wappenrolle Schleswig-Holstein)
21. ↑  Kollmar: „Von Grün und Blau durch einen abgeflachten goldenen Hügel geteilt. Oben zwei gefächerte, an den Halmen durch ein Band verbundene goldene Ähren, unten ein gestürzter silberner Anker, umschlungen von einem goldenen Tau.“ (Kommunale Wappenrolle Schleswig-Holstein)
22. ↑  Krempdorf: „In Gold ein schreitender blauer Schwan mit erhobenen Flügeln und roter Bewehrung.“ (Kommunale Wappenrolle Schleswig-Holstein)
23. ↑  Sommerland: „Schräglinks durch einen schmalen schwarzen und einen silbernen Wellenbalken in Blau und Grün geteilt, oben an der Teilung eine wachsende goldene Sonne mit neun den Schildrand und die Teilung anstoßenden Strahlen.“ (Kommunale Wappenrolle Schleswig-Holstein)
24. ↑  Amt Itzehoe-Land: „Von Grün und Gold im Schuppenschnitt schräglinks geteilt. Oben eine sechzehnblättrige, bewurzelte Buche, unten eine Bockmühle in verwechselten Farben.“ (Kommunale Wappenrolle Schleswig-Holstein)
25. ↑  Bekdorf: Heraldisch nicht beschreibbar (Kommunale Wappenrolle Schleswig-Holstein); Beschreibung gem. Hauptsatzung: „Das Wappen der Gemeinde Bekdorf zeigt auf silbernem Grund drei Bauernhäuser, schwarz und rot, im blauen Wasser ein silbernes Nesselblatt, darüber eine grüne Deichkante.“ (Hauptsatzung der Gemeinde Bekdorf (Memento vom 16. März 2007 im Internet Archive))
26. ↑  Bekmünde: „Von Grün und Blau durch einen gestürzten silbernen Wellengöpel erhöht geteilt. Unten die geöffneten silbernen Tore einer Schleuse, darunter ein silberner Stör.“ (Kommunale Wappenrolle Schleswig-Holstein)
27. ↑  Drage: „Unter einem goldenen Zinnenschildhaupt durch einen schmalen silbernen Wellenbalken von Grün und Blau geteilt. Oben zwei fächerförmig gestellte goldene Haferrispen zwischen drei goldenen Buchenblätter, unten ein silbernes Boot mit seitlichem Steuerruder.“ (Kommunale Wappenrolle Schleswig-Holstein)
28. ↑  Heiligenstedten: „In Silber über blaugewelltem Schildfuß eine rote Klappbrücke, zwischen deren aufgezogenen Hälften der Bug eines einmastigen roten Bootes sichtbar wird.“ (Kommunale Wappenrolle Schleswig-Holstein)
29. ↑  Heiligenstedtenerkamp: „Von Gold und Grün geviert: 1 eine grüne Kate, 2 eine goldene nach unten weisende Spitzhacke, 3 ein goldener Spaten, 4 ein grünes Rad.“ (Kommunale Wappenrolle Schleswig-Holstein)
30. ↑  Hodorf: „In Grün unter einem silbernen Wolkenbalken mit nur einer großen Wolke ein goldenes Hallenhaus mit gold-schwarzen Ständern.“ (Kommunale Wappenrolle Schleswig-Holstein)
31. ↑  Hohenaspe: „In Gold auf grünem Hügel die rote Hohenasper Kirche, vom hölzernen Glockenturm aus gesehen, im linken Obereck ein grünes Espenblatt.“ (Kommunale Wappenrolle Schleswig-Holstein)
32. ↑  Huje: Heraldisch nicht beschreibbar (Kommunale Wappenrolle Schleswig-Holstein)
33. ↑  Kaaks: „Durch Wellenschnitt von Silber und Blau leicht erniedrigt geteilt. Oben unter einem dreiblättrigen grünen Eichenzweig (mit schwarzem Stängel und schwarzen Blattstielen) und diesen unten einschließend der rote Schnitt durch einen von einem Erdringwall umgebenen Platz; unten eine silberne Brücke mit quadergemauerten, seitlichen Fundamenten, Betonbalkengestützter Fahrbahn und einem aus Eisengitterelementen bestehenden, von vier Steinstützen gehaltenem Geländer. Die Fahrbahn wird zusätzlich durch unten gerundete Eisenstreben gehalten.“ (Kommunale Wappenrolle Schleswig-Holstein)
34. ↑  Kleve: Heraldisch nicht beschreibbar (Kommunale Wappenrolle Schleswig-Holstein)
35. ↑  Lohbarbek: „In Silber ein gesenkter, schräglinker blauer Wellenbalken, begleitet oben von einem frontal gestellten, geschirrten roten Ochsenhaupt, unten von einem aus einem Blatt und zwei Eicheln bestehenden roten Eichenzweig.“ (Kommunale Wappenrolle Schleswig-Holstein)
36. ↑  Krummendiek: Heraldisch nicht beschreibbar (Kommunale Wappenrolle Schleswig-Holstein)
37. ↑  Mehlbek: „Von Silber und Blau im Wellenschnitt gesenkt geteilt. Oben eine rote Fachwerkscheune, begleitet von je einem grünen Stern in der rechten und linken Oberecke, unten ein silbernes Mühlrad.“ (Kommunale Wappenrolle Schleswig-Holstein)
38. ↑  Moorhusen: Heraldisch nicht beschreibbar (Kommunale Wappenrolle Schleswig-Holstein)
39. ↑  Oldendorf: Heraldisch nicht beschreibbar (Kommunale Wappenrolle Schleswig-Holstein)
40. ↑  Ottenbüttel: „Von Silber und Rot schräglinks geteilt. Oben ein bewurzelter blauer Lindenbaum, unten ein linksgewendeter, krähender goldener Hahn.“ (Kommunale Wappenrolle Schleswig-Holstein)
41. ↑  Peissen: „Von Silber und Gold durch einen schräglinken grünen Wellenbalken gesenkt geteilt. Oben ein rotes achtspeichiges Rad in einem Kranz von acht grünen Birkenblätter, unten eine rote Urne.“ (Kommunale Wappenrolle Schleswig-Holstein)
42. ↑  Schlotfeld: „Von Grün und Gold im Schlangenschnitt geteilt, oben drei grüne schräggestellte Lindenblätter 2 : 1, unten zwei goldene schräggestellte Lindenblätter 1 : 1,5.“ (Kommunale Wappenrolle Schleswig-Holstein)
43. ↑  Silzen: „Von Gold und Grün in einer stärker gekrümmten Schlangenlinie erhöht geteilt. Oben links eine rote Pyramide, unten rechts ein goldenes auswärts weisendes Lindenblatt mit einem nach unten weisenden Fruchtstand.“ (Kommunale Wappenrolle Schleswig-Holstein)
44. ↑  Winseldorf: „In Grün ein schräglinker silberner Wellenbalken, oben und unten begleitet von je einer silbernen Blütenglocke einer Schachblume.“ (Kommunale Wappenrolle Schleswig-Holstein)
45. ↑  Amt Kellinghusen: „In Silber eine blaue Deichsel. In den Winkeln oben eine große rote Raute, links und rechts jeweils neun rote Rauten 1 : 2 : 3 : 2 : 1.“ (Kommunale Wappenrolle Schleswig-Holstein)
46. ↑  Brokstedt: „In Silber ein erhöhter, breiter blauer Wellenbalken, darüber ein räderloser blauer Pflug, darunter die rote Giebelseite eines Bauernhauses vom Typ des späten 19. Jahrhunderts mit Reetdach, verbrettertem Giebel und gemauerten Tor- und Fensterstürzen.“ (Kommunale Wappenrolle Schleswig-Holstein)
47. ↑  Fitzbek: „Unter silbernem Schildhaupt, darin eine linksgewendete, liegende schwarze Damwildschaufel, in Grün ein silberner Mühlstein.“ (Kommunale Wappenrolle Schleswig-Holstein)
48. ↑  Hennstedt: „Unter dreimal eingebogenem blauen Schildhaupt in Silber ein rotes Wagenrad über einem gesenkten grünen Hügel, darin sechs goldene Ziegelsteine 3 : 2 : 1.“ (Kommunale Wappenrolle Schleswig-Holstein)
49. ↑  Hohenlockstedt: „In Rot, begleitet rechts von einem blühenden silbernen Erikazweig, links von einer silbernen Roggenähre, ein runder, nach oben sich verjüngender, leicht eingebogener silberner Wasserturm mit geschlossener, rundbogiger Tür, glattem Sockelsims und drei rundbogigen, schmalen schwarzen Fenstern (1 : 2), bekrönt von einer ausladenden sechseckigen Laterne auf Gesims und Konsolen; auf dem abgeflachten Spitzdach ein silberner Mast, von dessen nach links abgeknicktem Ende ein schwarzes Tau mit einem silbernen Ball daran zum Dach gespannt ist.“ (Kommunale Wappenrolle Schleswig-Holstein)
50. ↑  Kellinghusen: „Geteilt von Gold und Blau. Oben auf grünem Hügel eine rote Burg mit drei schwarz bedachten Zinnentürmen und offenem Tor, unten auf Wellen ein silberner Einmaster mit silbernem Wimpel am Mast.“ (Kommunale Wappenrolle Schleswig-Holstein)
51. ↑  Lockstedt: „Von Gold und Grün durch zwei in verwechselten Farben abgeflachte abgewinkelte gefüllte Gegensparren geteilt, darin einen unten grünen, oben silbernen Bärlauch in Blüte.“ (Kommunale Wappenrolle Schleswig-Holstein)
52. ↑  Mühlenbarbek: „In Silber, über blau-silbernen Wellen im Schildfuß, ein rotes Haus mit halbgewalmtem grünen Satteldach, belegt mit einem silbernen unterschlächtigen Mühlrad.“ (Kommunale Wappenrolle Schleswig-Holstein)
53. ↑  Oeschebüttel: „Auf grünem Hügel, dieser belegt mit einer silbernen, aus einer Deckplatte und drei Tragsteinen gebildeten Grabkammer, drei grüne Eichenbäume mit goldenen Früchten.“ (Kommunale Wappenrolle Schleswig-Holstein)
54. ↑  Quarnstedt: „Über rotem Schildfuß, darin eine silberne vorgeschichtliche Handmühle (Quern), in Silber ein grüner Eichenzweig mit zwei Blättern und zwei Früchten.“ (Kommunale Wappenrolle Schleswig-Holstein)
55. ↑  Rosdorf: „In Rot das silberne holsteinische Nesselblatt, belegt mit drei ausgerissenen grünen Tannen mit schwarzem Stamm und schwarzen Wurzeln.“ (Kommunale Wappenrolle Schleswig-Holstein)
56. ↑  Sarlhusen: „Geteilt von Grün und Silber. Oben ein silbernes Torhaus mit dreistöckigem Mittelteil und einstöckigen Seitenflügeln, unten zwei gegengewendete blaue Forellen übereinander.“ (Kommunale Wappenrolle Schleswig-Holstein)
57. ↑  Störkathen: „Über blauem Wellenschildfuß, darin ein silberner Stör, in Silber eine rote Kate.“ (Kommunale Wappenrolle Schleswig-Holstein)
58. ↑  Willenscharen: Heraldisch nicht beschreibbar (Kommunale Wappenrolle Schleswig-Holstein)
59. ↑  Wrist: „In Rot über silbernem Wellenbalken eine silberne Feldsteinkirche des 13. Jh. in Seitenansicht mit Eingangstor und drei Fenstern, ohne Turm.“ (Kommunale Wappenrolle Schleswig-Holstein)
60. ↑  Wulfsmoor: „Gesenkt geteilt. Oben in Gold ein silbern bewehrter, springender schwarzer Wolf, unten in Blau ein linksgewendeter, liegender silberner Torfspaten.“ (Kommunale Wappenrolle Schleswig-Holstein)
61. ↑  Amt Krempermarsch: „In Rot mit silbernem, mit zehn roten Kugeln belegtem Schildbord ein schreitender, golden bewehrter silberner Schwan.“ (Kommunale Wappenrolle Schleswig-Holstein)
62. ↑  Bahrenfleth: „In Grün über einem mit einem blauen Stör belegten silbernen Wellenbalken ein schreitender, golden bewehrter silberner Schwan.“ (Kommunale Wappenrolle Schleswig-Holstein)
63. ↑  Dägeling: „Über silbernem Bogenschildfuß, belegt mit einem blauen Wellenbalken, in Rot ein silbernes Maschinenrad, beiderseits begleitet von je einer goldenen begrannten Ähre.“ (Kommunale Wappenrolle Schleswig-Holstein)
64. ↑  Elskop: „In Gold ein schreitender roter Schwan mit erhobenen Flügeln und blauer Bewehrung.“ (Kommunale Wappenrolle Schleswig-Holstein)
65. ↑  Grevenkop: „In Gold ein rechtsschreitender rotbewehrter schwarzer Schwan mit erhobenen Flügeln. “ (Kommunale Wappenrolle Schleswig-Holstein)
66. ↑  Krempe: „In Gold oberhalb und unterhalb eines schmalen blauen Wellenbalkens drei im Dreipass gestellte, mit den Köpfen einander zugewendete blaue Fische. Zwischen den beiden oberen ein schwarzer Wolfskopf.“ (Kommunale Wappenrolle Schleswig-Holstein)
67. ↑  Kremperheide: „Über grünem Dreiberg in Silber ein wurzelloser Heidestrauch mit schwarzen Stängeln und roten Blüten; im vorderen Obereck ein blaues Wagenrad, im hinteren ein linksgewendeter räderloser blauer Pflug.“ (Kommunale Wappenrolle Schleswig-Holstein)
68. ↑  Krempermoor: „In Silber über rotem Wellenschildfuß ein schmaler silberner und ein breiter blauer Wellenbalken, darüber eine grüne Birke, rechts davon eine rote auswärts geneigte Torfbackform, links ein roter Torfkätscher.“ (Kommunale Wappenrolle Schleswig-Holstein)
69. ↑  Neuenbrook: „In Silber ein schreitender blauer Schwan mit erhobenen Flügeln und roter Bewehrung.“ (Wappenrolle Schleswig-Holstein)
70. ↑  Rethwisch: „Durch einen flachen goldenen Hügel von Grün und Rot erniedrigt geteilt. Oben, aus dem Hügel herauswachsend, drei goldene Reethalme, deren Samenstände nach links geneigt sind, unten das silberne holsteinische Nesselblatt.“ (Kommunale Wappenrolle Schleswig-Holstein)
71. ↑  Süderau: „In Silber ein schreitender roter Schwan mit erhobenen Flügeln und blauer Bewehrung.“ (Kommunale Wappenrolle Schleswig-Holstein)
72. ↑  Amt Schenefeld: „Im Göpelschnitt geteilt. 1 in Rot eine silberne Pflugschar; 2 in Silber ein sechsspeichiges rotes Wagenrad; 3 von Silber und Rot vierzehnfach zur Schildmitte geständert.“ (Kommunale Wappenrolle Schleswig-Holstein)
73. ↑  Aasbüttel: „In Blau eine erhöhte goldene Spitze, darin ein schmaler durchbrochener Wellenfaden, daraus ein grünes Eschenblatt wachsend.“ (Kommunale Wappenrolle Schleswig-Holstein)
74. ↑  Agethorst: „In Blau und Grün geteilt durch einen breiten silbernen unten gepfropften und oben durch einen abgeflachten Dreiberg begrenzten Balken, darin drei grüne Laubblätter 1 : 2, beidseitig begleitet von je einem blauen Drahtseilbahnmasten.“ (Kommunale Wappenrolle Schleswig-Holstein)
75. ↑  Besdorf: „Von Rot und Silber durch einen in verwechselten Farben geteilten Schrägbalken geteilt. Oben eine goldene Haferrispe, unten ein übereck gestelltes rotes Bauernhaus mit Heckschuur.“ (Kommunale Wappenrolle Schleswig-Holstein)
76. ↑  Bokelrehm: „Von Gold und Grün schräglinks geteilt. Oben ein schräg gestellter und mit der Spitze in die rechte Oberecke weisender grüner Buchenzweig mit zwei Blättern und einer roten Buchecker an der Spitze, unten ein schräglinker silberner Wellenbalken.“ (Kommunale Wappenrolle Schleswig-Holstein)
77. ↑  Bokhorst: „In Grün ein gesenkter schmaler silberner Wellenbalken, darüber die silberne Fassade eines Herrenhauses mit Treppenturm, überhöht von vier silbernen Buchenblättern nebeneinander, die mittleren etwas erhöht.“ (Kommunale Wappenrolle Schleswig-Holstein)
78. ↑  Christinenthal: „Von Blau und Grün durch einen gesenkten, schräglinken silbernen Wellenbalken geteilt, oben ein silberner Rohrkolben mit zwei Blättern, unten eine schräggestellte silberne Hutfeder.“ (Kommunale Wappenrolle Schleswig-Holstein)
79. ↑  Gribbohm: „In Grün vor einem von Silber und Rot zehnmal gestückten Balken ein linksgewendeter, silbern gekleideter Landmann, der ein ihm zugewendetes, sich aufbäumendes silbernes Pferd am kurzen Zügel hält.“ (Kommunale Wappenrolle Schleswig-Holstein)
80. ↑  Hadenfeld: „In Grün über einen silbernen Wellenfaden ein goldener Mühlstein, darüber zwei gekreuzte silberne Schwerter.“ (Kommunale Wappenrolle Schleswig-Holstein)
81. ↑  Holstenniendorf: „Von Silber und Blau durch eine abgeschrägte Scharte geteilt, oben unter einem schmalen blauen Wellenbalken drei in der Stellung 1,5 : 2 nebeneinander stehende giebelständige rote Häuser, unten zwei gekreuzte silberne Ähren.“ (Kommunale Wappenrolle Schleswig-Holstein)
82. ↑  Kaisborstel: „In Grün ein silberner Ochsenkopf, darüber ein goldenes aufrecht stehendes Ahornblatt. Links und rechts davon jeweils ein schmaler silberner Pfahl.“ (Kommunale Wappenrolle Schleswig-Holstein)
83. ↑  Looft: „Durch einen erniedrigten silbernen Wellenbalken von Blau und Rot geteilt. Oben eine silberne Doppeleiche, unten ein linksgewendetes, liegendes goldenes bronzezeitliches Schwert.“ (Kommunale Wappenrolle Schleswig-Holstein)
84. ↑  Nienbüttel: „Von Rot und Grün durch einen gesenkten, schräglinken silbernen Wellenbalken geteilt, oben drei silberne Reethäuser, unten ein silberner Pflug.“ (Kommunale Wappenrolle Schleswig-Holstein)
85. ↑  Nutteln: „Auf grünem Hügel in Blau drei unbelaubte silberne Bäume, deren Kronen im oberen Schildrand verschwinden.“ (Kommunale Wappenrolle Schleswig-Holstein)
86. ↑  Oldenborstel: „In Grün vier schragenweise gestellte, abgewendete silberne Holzhäuser über einem goldenen Ring im Schildfuß.“ (Kommunale Wappenrolle Schleswig-Holstein)
87. ↑  Pöschendorf: „Unter silbernem, in der Mitte eingebogenem Schildhaupt in Grün ein wachsendes goldenes Schwert zwischen zwei silbernen frühmittelalterlichen Münzen, die rechte mit der Aufschrift CAROLUS, die linke mit der Aufschrift DORSTAD.“ (Kommunale Wappenrolle Schleswig-Holstein)
88. ↑  Puls: „Über goldenem Wellenschildfuß, darin zwei unterbrochene blaue Wellenfäden. In Grün ein silbernes Windrad begleitet links und rechts von je einem goldenen Haselnusszweig mit zwei herabhängenden Fruchtständen.“ (Kommunale Wappenrolle Schleswig-Holstein)
89. ↑  Reher: „Von Gold und Rot im Verhältnis 2 : 3 geteilt. Oben nebeneinander drei schwarz bewurzelte grüne Wacholderbüsche, unten ein goldenes trabendes Pferd.“ (Kommunale Wappenrolle Schleswig-Holstein)
90. ↑  Schenefeld: „Gespalten von Rot und Silber. Vorn das silberne holsteinische Nesselblatt, belegt mit einem sechsspeichigen blauen Mühlrad, hinten, aus dem unteren Schildrand hervorkommend, das blaue Dach und der blaue Turm der Schenefelder Kirche.“ (Kommunale Wappenrolle Schleswig-Holstein)
91. ↑  Vaale: „In Grün über einer silbernen Urne schräg gekreuzt ein goldenes bronzezeitliches Schwert und ein goldenes bronzezeitliches, geschäftetes Absatzbeil.“ (Kommunale Wappenrolle Schleswig-Holstein)
92. ↑  Vaalermoor: „In Blau über zwei silbernen, gekreuzten Torfspaten eine silberne Windmühle.“ (Kommunale Wappenrolle Schleswig-Holstein)
93. ↑  Wacken: „In Silber mit rotem Schildbord eine grüne metallene Schale mit flachgewölbtem Boden, eingezogenem, hohem Rand und zwei senkrecht gestellten Griffen.“ (Kommunale Wappenrolle Schleswig-Holstein)
94. ↑  Warringholz: „Von Gold und Grün erhöht geteilt mit in der Mitte hügelartig nach oben gebogener Teilungslinie. In vertauschten Farben oben eine auf der Hügellinie stehende Baumgruppe und unten sechzehn miteinander verbundene Ziegelsteine 1 : 2 : 3 : 4 : 3 : 2 : 1.“ (Kommunale Wappenrolle Schleswig-Holstein)
95. ↑  Amt Wilstermarsch: „In Blau der golden nimbierte, silbern und golden gekleidete Christus, die rechte Hand zum Segen erhoben, in der linken die rote Weltkugel mit goldenem Kreuz haltend.“ (Kommunale Wappenrolle Schleswig-Holstein)
96. ↑  Aebtissinwisch: „Unter einem schmalen blauen Schildhaupt oben wachsend in Silber eine im schwarzen Habit gekleidete silberne Nonne, in beiden Händen ein geöffnetes schwarzes Buch haltend und beiderseits begleitet von einer grünen Binse. Im erhöhten grünen Schildfuß über einem silbernen Wellenfaden ein goldener Ochsenkopf, beiderseits begleitet von einer goldenen Sumpfdotterblume.“ (Kommunale Wappenrolle Schleswig-Holstein)
97. ↑  Beidenfleth: „In Blau ein erhöhter silberner Wellenbalken, darüber ein silberner Anker zwischen zwei goldenen Getreidegarben, darunter ein silberner dreimastiger Holk mit voller Beseglung.“ (Kommunale Wappenrolle Schleswig-Holstein)
98. ↑  Brokdorf: „In Blau ein schräggestellter, silberner fliegender Fisch über zwei silbernen Wellenfäden im Schildfuß.“ (Kommunale Wappenrolle Schleswig-Holstein)
99. ↑  Dammfleth: „Von Grün und Blau durch einen silbernen Pfahl, belegt mit einem schmalen blauen Faden, im Kurvenschnitt gespalten. Oben links vier silberne schräg gestellte Windmühlenflügel, unten rechts ein goldenes Lindenblatt mit Fruchtstand.“ (Kommunale Wappenrolle Schleswig-Holstein)
100. ↑  Ecklak: „In Grün über blau-silbernem Wellenschildfuß drei mit den Stängeln sich überkreuzende silberne Eichenblätter über zwei goldenen Eicheln.“ (Kommunale Wappenrolle Schleswig-Holstein)
101. ↑  Kudensee: „In Blau ein links gewendetes silbernes einmastiges Boot mit voller Besegelung, darunter zwei gekreuzte goldene Pfeifen.“ (Kommunale Wappenrolle Schleswig-Holstein)
102. ↑  Landrecht: „In Rot über silberner Steinmauer ein schräglinker silberner Wellenbalken, dieser belegt mit einem blauen Wellenbalken, oben ein silberner Habichtkopf, unten eine silberne nach links geöffnete Klappbrücke.“ (Kommunale Wappenrolle Schleswig-Holstein)
103. ↑  Landscheide: „Über silbernem, mit drei blauen Wellenfäden belegten Wellenschildfuß ein mit Gegenspitze ausgeschnittener grüner Balken, darüber in Silber vier grüne Rohrkolben mit schwarzem Kolben.“ (Kommunale Wappenrolle Schleswig-Holstein)
104. ↑  Neuendorf-Sachsenbande: „In Grün zwischen blau-silbernem Wellenschildhaupt und schmalem silbernen Schildfußbord ein durchgehender goldener Kreuzknoten, darunter ein schräggestelltes silbernes Flügelkreuz einer Windmühle.“ (Kommunale Wappenrolle Schleswig-Holstein)
105. ↑  Nortorf: „In Grün über blau-silbernem Wellenschildfuß eine silberne Windmühle, darunter sechs goldene Ziegelsteine 1 : 2 : 3.“ (Kommunale Wappenrolle Schleswig-Holstein)
106. ↑  Sankt Margarethen: „Von Silber und Blau im Wellenschnitt geteilt. Oben wachsend die rot gekleidete heilige Margaretha mit goldener Märtyrerkrone, in der Rechten ein gesenktes goldenes Schwert, in der Linken ein goldenes Buch haltend und beiderseits begleitet von jeweils zwei sechsstrahligen blauen Sternen übereinander. Unten ein auf dem Rücken liegender, rot gezungter silberner Drache, mit der Spitze des Schwertes überdeckt.“ (Kommunale Wappenrolle Schleswig-Holstein)
107. ↑  Stördorf: „Von Grün und Blau durch zwei schmale vierwellige silberne Wellenbalken gesenkt geteilt. Oben eine silberne Bockmühle, unten ein silberner Stör.“ (Kommunale Wappenrolle Schleswig-Holstein)
108. ↑  Wewelsfleth: „Von Silber und Blau geteilt. Oben die rote Straßenfront eines Wilstermarscher Bauernhauses mit silbernem, in drei Stufen verbrettertem, oben mit einer Hinkklaue abschließendem Giebel. Unten ein einmastiger silberner Störewer unter vollen Segeln.“ (Kommunale Wappenrolle Schleswig-Holstein)
109. ↑  Amt Kellinghusen-Land: „In Silber eine blaue Deichsel. In den Winkeln jeweils sechs rote Rauten 3 : 2 : 1.“ (Kommunale Wappenrolle Schleswig-Holstein)
110. ↑  Siezbüttel: „Durch einen breiten silbernen Balken in oben Blau und unten Grün schrägrechts geteilt. Darauf ein frontal gestellter silberner, im Bereich des silbernen Balkens roter Ochsenkopf.“ (Kommunale Wappenrolle Schleswig-Holstein)